# Czkałowsk (miasto)
Czkałowsk – miasto w Rosji, w obwodzie niżnonowogrozskim. W 2010 roku liczyło 12 368 mieszkańców.